# Новороссийка (Павлодарская область)
Новороссийка (каз. Новороссийск) — упразднённое село в Иртышском районе Павлодарской области Казахстана. Ликвидировано в 1990-е годы. Входило в состав Суворовского (ныне Узунсуского) сельского округа.

## Население
В 1989 году население села составляло 31 человек.

## История
Село основано русскими переселенцами в 1913 году